# Sérgio Henrique Saboia Bernardes
Sérgio Henrique Saboia Bernardes (sinh ngày 18 tháng 5 năm 1973) là một cầu thủ bóng đá người Brasil.

## Sự nghiệp câu lạc bộ
Sérgio Henrique Saboia Bernardes đã từng chơi cho Verdy Kawasaki.

## Thống kê câu lạc bộ

### J.League
| Đội            | Năm       | J.League | J.League | J.League Cup | J.League Cup | Tổng cộng | Tổng cộng |
| Đội            | Năm       | Trận     | Bàn      | Trận         | Bàn          | Trận      | Bàn       |
| -------------- | --------- | -------- | -------- | ------------ | ------------ | --------- | --------- |
| Verdy Kawasaki | 1995      | 10       | 0        | -            | -            | 10        | 0         |
| Tổng cộng      | Tổng cộng | 10       | 0        | 0            | 0            | 10        | 0         |